# Gerrit Zalm
Gerrit Zalm (Enkhuizen, 6 de maig de 1952) és un polític neerlandès retirat del Partit Popular per la Llibertat i la Democràcia (VVD). Va ser Ministre de Finances i Viceprimer ministre des del 27 de maig de 2003 fins al 22 de febrer de 2007 en els Gabinets de Balkenende II i III. Abans va ser  Ministre de Finançes en els Gabinets Kok I i II des del 22 d'agost de 1994 fins al 22 de juliol de 2002. Després d'aquest període com a Ministre de Finances acabat el 2002 va ser seleccionat pel partit Popular per la Llibertat i Democràcia per succeir al líder del Partit i dirigent Parlamentari de la Cambra de Representants Hans Dijkstal. Va servir en aquesta posició per un any sencer abans d'esdevenir Ministre de Finances i Viceprimer ministre en el Segon Gabinet Balkenende després de les eleccions legislatives neerlandeses de 2003.
La incorporació de Zalm al Gabinet va reobrir un debat al partit, que mai ha volgut que el líder del partit estigués al govern, i el partit va escollir Jozias van Aartsen com a nou líder del partit. Fou el Ministre de Finances durant el període més llarg en la Història dels Països Baixos i ha estat responsable de nombroses reformes de l'Economia. Es va retirar de la política després de la conclusió del període del Gabinet Balkenende III.
El 28 de febrer de 2009 va ser anomenat CEO del AMRO d'ABN.